# Lur
Lur, tudi lure ali lurr, je dolg naravni pihajoči rog brez lukenj za prste, na katerega se igra z medeninastim nastavkom. Luri so lahko ravni ali ukrivljeni v različnih oblikah. Namen krivulj je bil olajšati prenašanje dolgih inštrumentov (npr. za korakanje, kot je sodoben sousaphone) in preprečiti usmerjanje glasnega hrupa na bližnje ljudi.
Ime lur se uporablja za dve različni vrsti starodavnih pihal. Novejša vrsta je narejena iz lesa in je bila v srednjem veku v uporabi v Skandinaviji. Starejša vrsta, imenovana po novejši vrsti, je izdelana iz brona, izvira iz bronaste dobe in je bila pogosto najdena v parih, odložena v barjih, predvsem na Danskem in v Nemčiji. Sestavljen je iz ustnika in več kosov in/ali cevi. Njegova dolžina lahko doseže od 1,5 do 2 metra. Najdeni so bilo na Norveškem, Danskem, v južni Švedski in v severni Nemčiji. Ilustracije lurov so bile najdene tudi na več skalnih slikah v Skandinaviji.

## Leseni luri
Najzgodnejše omembe glasbila, imenovanega lur, izvirajo iz islandskih sag, kjer so opisani kot vojna glasbila, ki se uporabljajo za usmerjanje čet in strašenje sovražnika. Ti luri, katerih več primerov je bilo odkritih v čolnih, so ravne, na koncu pihane lesene cevi, dolge približno en meter. Nimajo lukenj za prste in se igrajo podobno kot sodobna trobila.
Nekakšen lur, zelo podoben tem vojnim glasbilom, igrajo kmetje in mlekarice v skandinavskih državah vsaj od srednjega veka. Ta glasbila so se uporabljali tudi za klicanje živine in signaliziranje. Po konstrukciji in tehniki igranja so podobni vojnim glasbilom, le da so oviti iz breze, bojna glasbila pa iz vrbe.

## Bronasti luri
Lure iz brona so uporabljali kot glasbila v stari Grčiji, pa tudi v severni Evropi, kjer je bilo odkritih skupno 56 lur: 35 (vključno z fragmenti) na Danskem, 11 na Švedskem, 4 na Norveškem, 5 v severni Nemčiji in en sam v Latviji.

## Luri danes
Beseda lur je še vedno v švedskem jeziku in označuje vsako lijakasto orodje, ki se uporablja za proizvajanje ali sprejemanje zvoka. Na primer, švedska beseda za slušalke je hörlurar (slušne slušalke), telefon pa bi lahko v sodobni švedščini imenovali lur (izpeljan iz telefonlur, telefonska slušalka). Norveška in švedska beseda za meglo je tåkelur oziroma mistlur. Danska znamka masla Lurpak je dobila ime po luru, dizajn embalaže pa vsebuje slike lurov.
Beseda lur ima več drugih pomenov v danščini, norveščini in švedščini, ki niso povezani z zvokom.